# Offf Festival

Logo von Offf

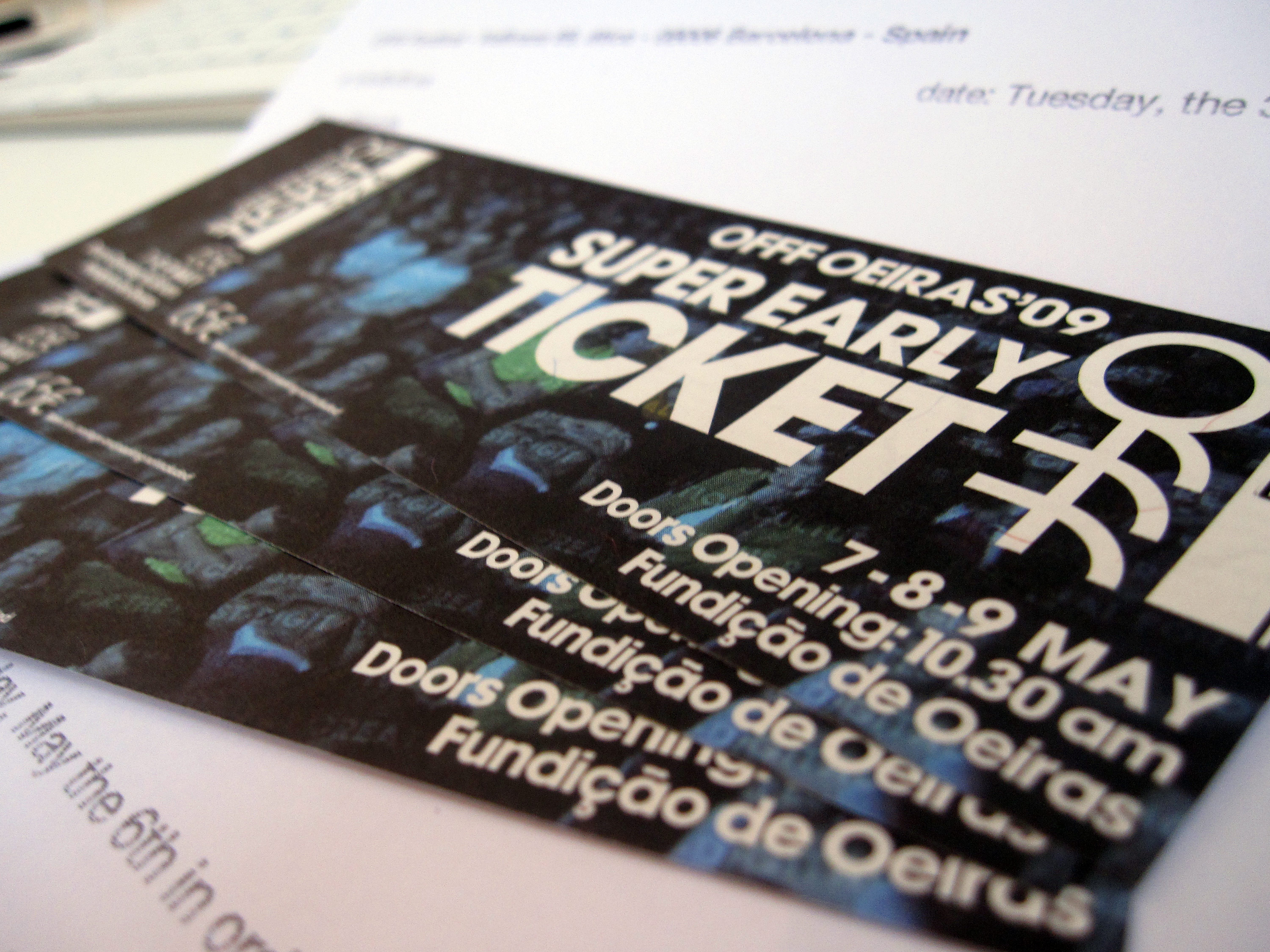
Offf Tickets 2009

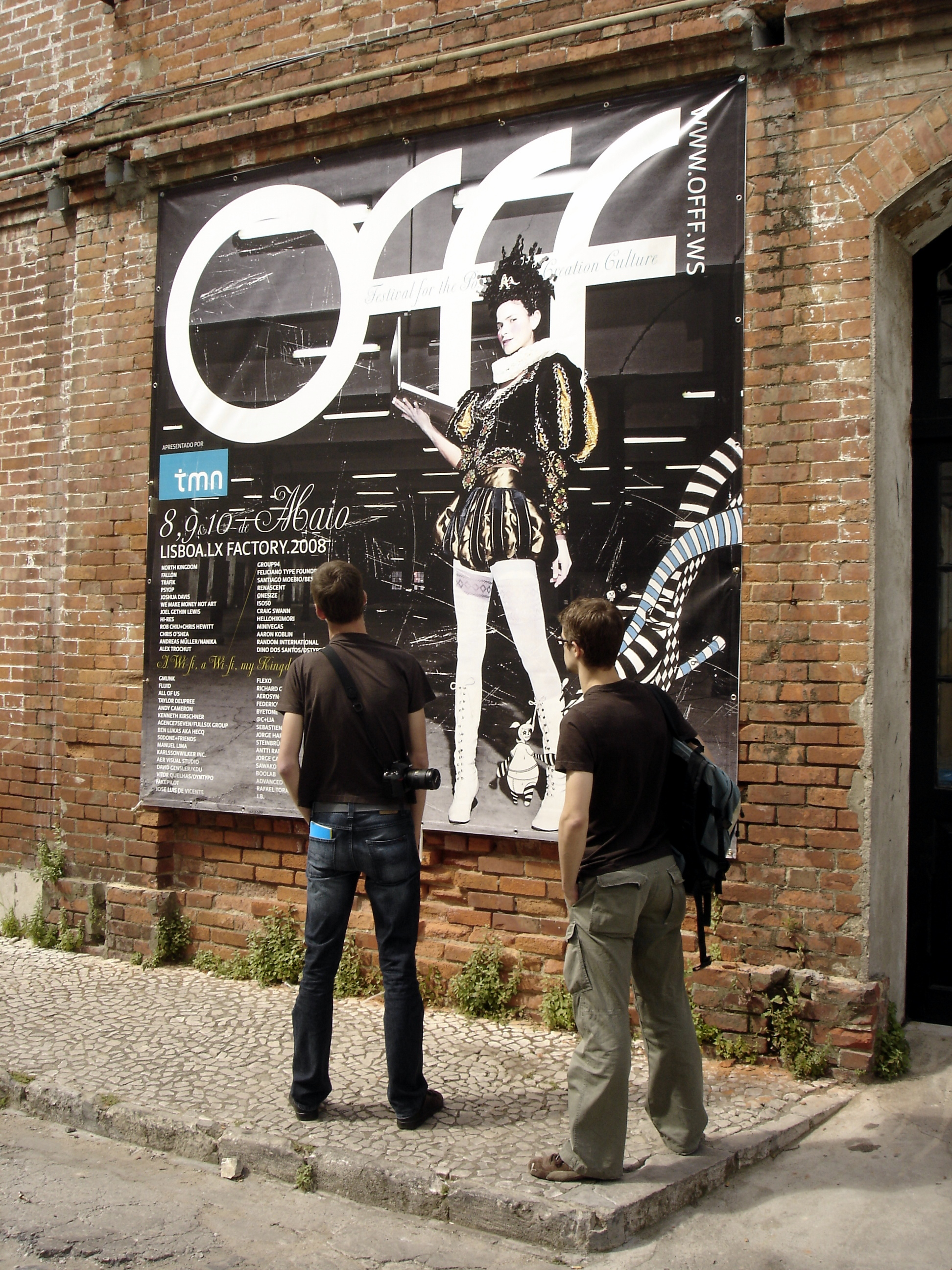
Offf Plakat Oeiras 2009

Offf ist das „International Festival for the Post-Digital Creation Culture“.

## Geschichte
Im Jahr 2001 wurde das Offf Festival zum ersten Mal unter dem Namen Online-flash-film-festiva in Barcelona veranstaltet. Seitdem findet es mindestens einmal im Jahr meistens im Monat Mai statt.  Über 3 Tage hinweg werden von internationalen Künstlern Arbeiten zu Grafikdesign, visueller Kommunikation, Digitaler Kunst, elektronischer Musik und Bewegtbild präsentiert. Ein Hauptaspekt des Festivals ist es, dass sich Hunderte von Künstlern aus der ganzen Welt zum kreativen Arbeiten und Experimentieren treffen und die neuesten Trends der digitalen Welt diskutieren. Das Festival war besonders im Zuge der Verschmelzung von den Bereichen der kreativen Bildgestaltung und der digitalen Musik ein Vorreiter auf seinem Gebiet.
In Form von Konferenzen, Workshops, Installationen, experimenteller Musik-Sessions, Demos, Multimedia-Vorführungen und Ausstellungen präsentiert sich Offf einem internationalen Publikum. Die Zahl der Besucher steigt stetig an. Während 2003 nur 5.000 Besucher gezählt wurden, waren 2004 bereits 30.000 Menschen auf dem Festival und 2005 zählte man 41.000 Besucher.
Neben den Präsentationen der Hauptthemen wie Grafikdesign oder Promotion und TV Clips ist die Offf hauptsächlich durch Vorträge und Konferenzen von Künstlern geprägt.
Das Festival wird jedes Jahr von verschiedenen Firmen wie Diesel, Wacom, Eastpak oder HP gesponsert und durch die Künstleragentur inofffensive und 50\DONE veranstaltet. Ähnliche Kunstfestivals wie das Offf wären die Ars Electronica, Evoke, Glastonbury Festival, Schiras-Kunstfestival, Made in China oder auch die Transmediale.

## Teilbereiche des Offf Festivals
Im Laufe der Zeit haben sich beim Offf Festival verschiedene Areas etabliert:
| Area       | Beschreibung                                                      |
| ---------- | ----------------------------------------------------------------- |
| Roots      | Große Bühne für Vorträge, Präsentationen und Vorführungen         |
| Catalogue  | Katalog zu jedem Offf-Künstler                                    |
| Openroom   | Präsentationsraum für neue Künstler                               |
| Cinexin    | Kinoraum für die Finalisten der Filmbeiträge                      |
| Workshops  | Workshops in verschiedensten Bereichen                            |
| Showplace  | Ausstellungsraum für Grafikdesign, Creativsoftware und Audiokunst |
| Mercadillo | Angebote verschiedenen Kunststücke auf einem Marktplatz           |
| Loopita    | Raum für experimentelle elektronische Klänge                      |
| Chatroom   | Raum für Diskussionen mit und über die Künstler                   |
| Machina    | Computer und Internet Bereich                                     |
| Chillax    | Ruhebereich mit Bar und Restaurant                                |
| N.IT       | After Show Party                                                  |

## Künstler
Manche Künstler sind bei fast jeder Ausgabe von Offf durch einen Vortrag oder mit einem ihrer Kunstwerke vertreten. Dazu zählen bekannte Namen wie Stefan Sagmeister, Kyle Cooper, Karten Schmidt oder Amit Pitaru

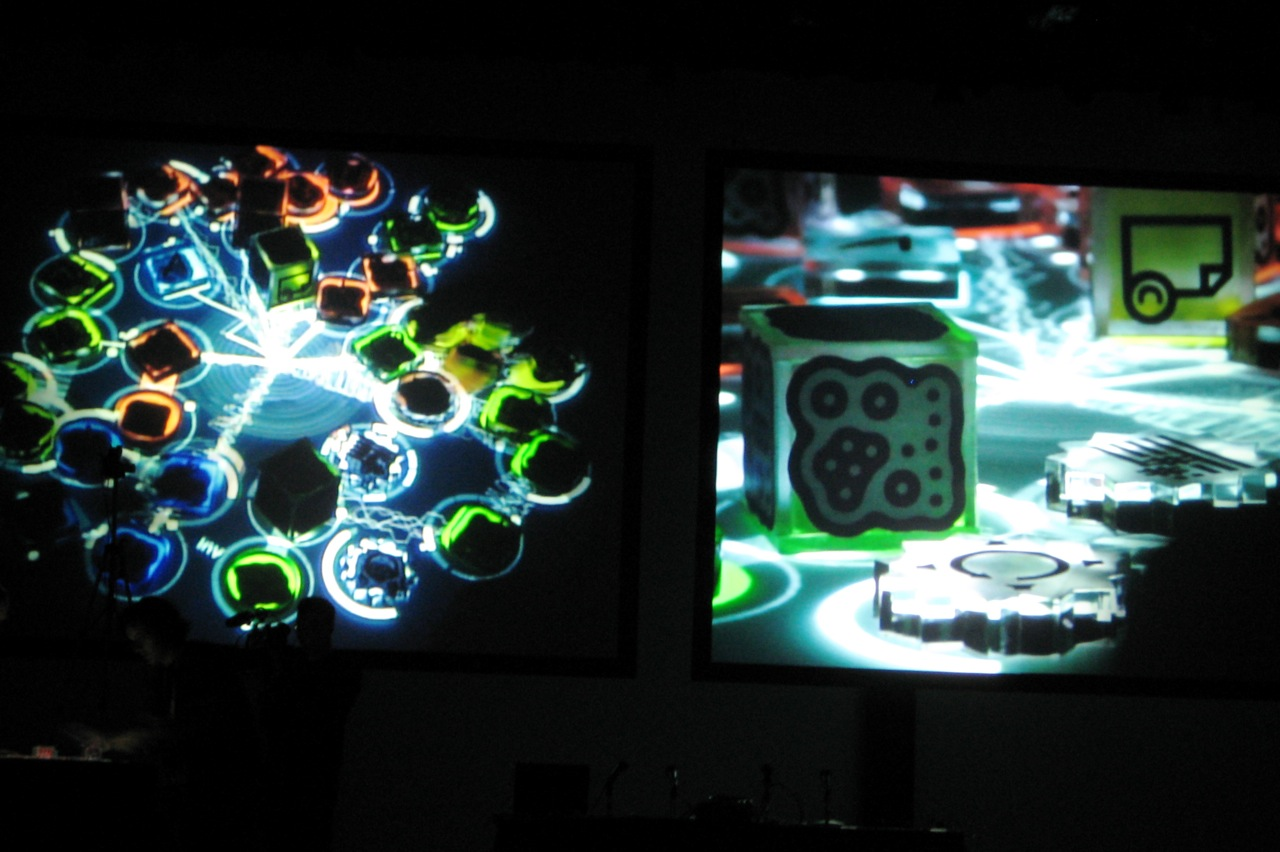
Reactable, New York 2007
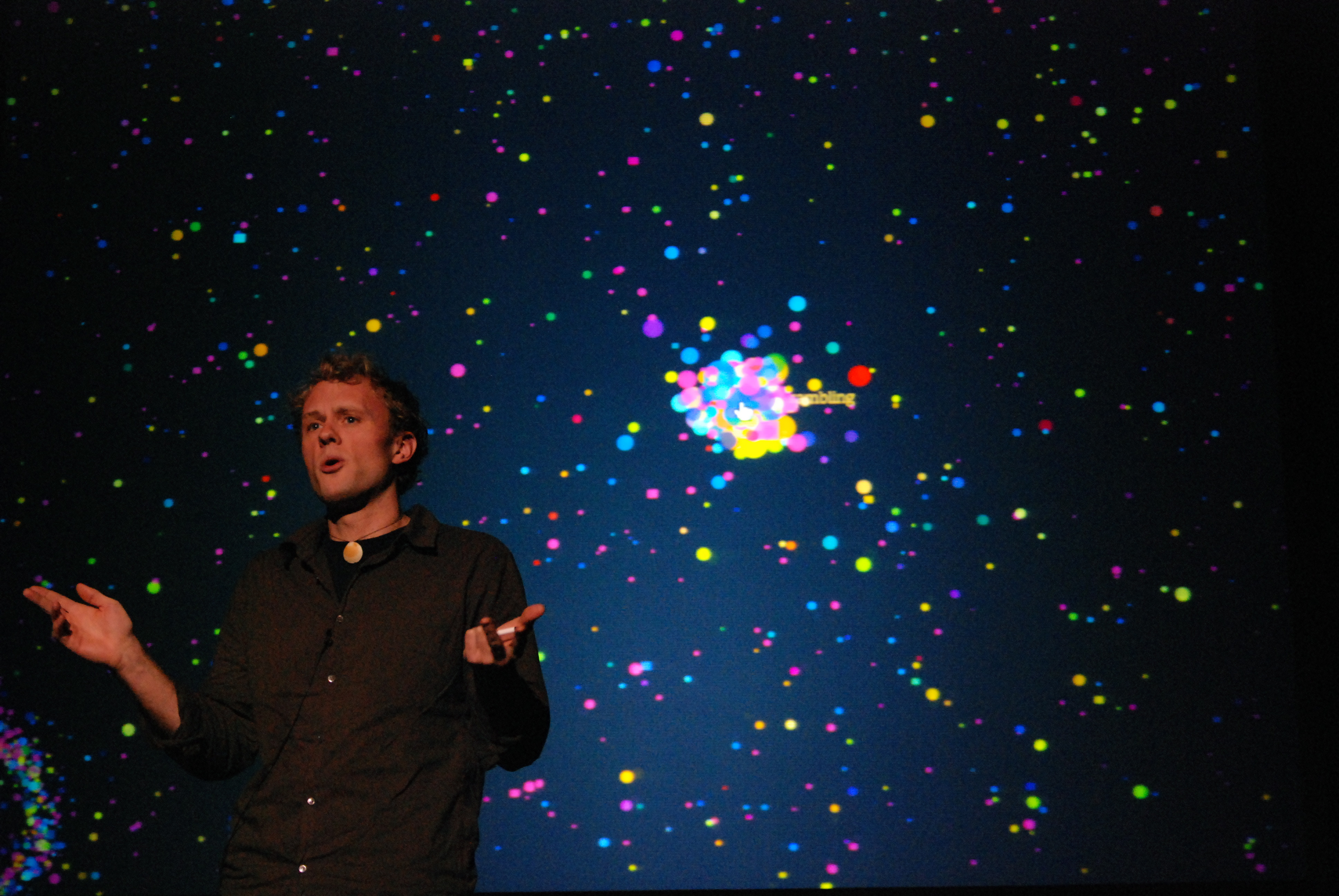
Jonathan Harris We Feel Fine, New York 2007

## Eröffnungsvideo

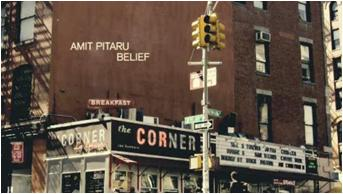
Open Titles NY Offf 2007

Seit 2005 wird für jedes Offf Festival ein eigener Trailer produziert, der zur Eröffnung gezeigt wird. In den Videos, die sich mit dem Motto oder der Veranstaltungsstadt befassen, werden die Namen der bekanntesten Künstler, die in diesem Jahr am Festival teilnehmen, eingeblendet.

## Veranstaltungsorte
Bisher fand das OFFF Festivals in diesen Städten statt:
| 2001 - Barcelona im L'illa Diagonal 2002 - Barcelona im UPF 2003 - Barcelona im Mercat de les Flors 2004 - Valencia im Feria de Valencia 2005 - Barcelona im CCCB | 2006 - Barcelona im CCCB 2007 - New York im PAC - Barcelona im CCCB 2008 - Lissabon in der LX Factory 2009 - Oeiras im Fundição de Oeiras 2010 - Paris in der Grande halle de la Villette | 2011 - Barcelona im CCCB 2012 - Mexiko-Stadt […] 2016 - Barcelona im Museu del Disseny […] 2018 - Wien |

## Festival Mottos
Jedes Jahr steht das Festival unter einem anderen Motto:
- 2001: „Online flash film festival“
- 2002: „Online flash film festival“
- 2003: „Who is your Superhero?“
- 2004: „I am not a digital artist, I am …“
- 2005: „Things That Never Existed“
- 2006: „select offf and press start“
- 2006: „Lovedays Offf: The Great Rock and Roll Swindle“
- 2007: „select Offf:press Start!“
- 2007: „re:fresh“
- 2008: „A Wi-Fi, a Wi-Fi, my kingdom for a Wi-Fi!“
- 2009: „This isn’t flying, this is falling with style – fall gracefully @ OFFF“
- 2010: „Nostalgia for a past future“
- 2011: „let’s feed the future“

## Preise
Jedes Jahr werden 5 Preise für verschiedenste Filme verliehen, die für das Offf Festival eingereicht werden können.
- Golden Tamalito
- Silver Tamalito
- Bronze Tamalito
- Special prize from the public
- Special prize for the best interactive clip

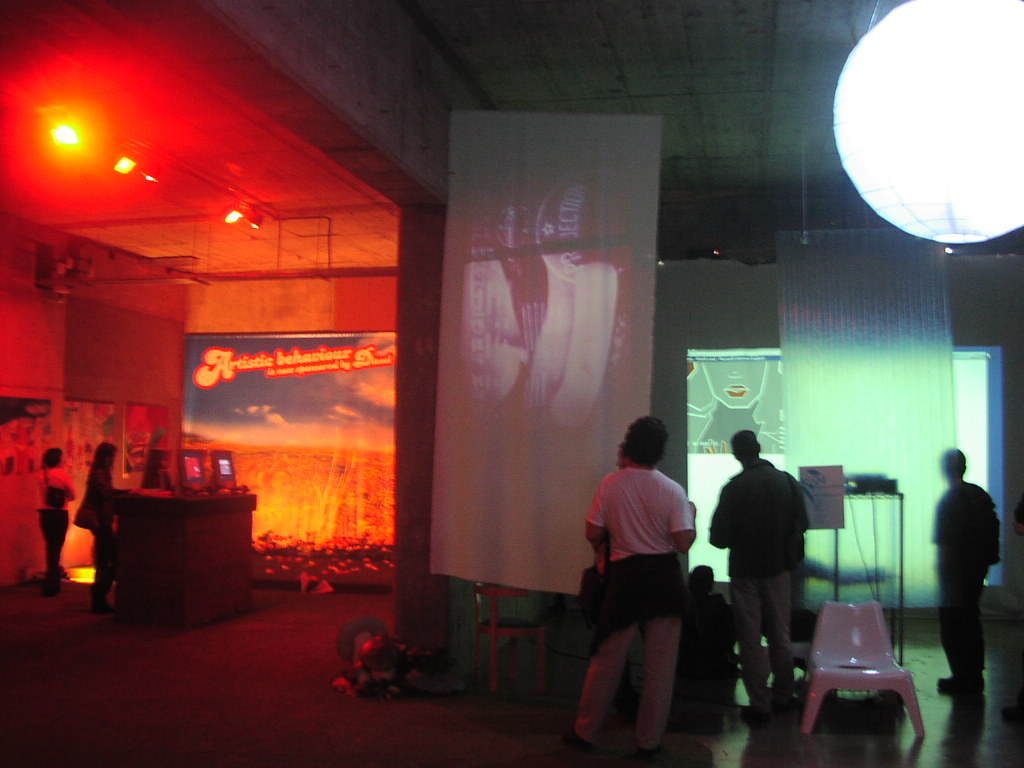
Barcelona 2002
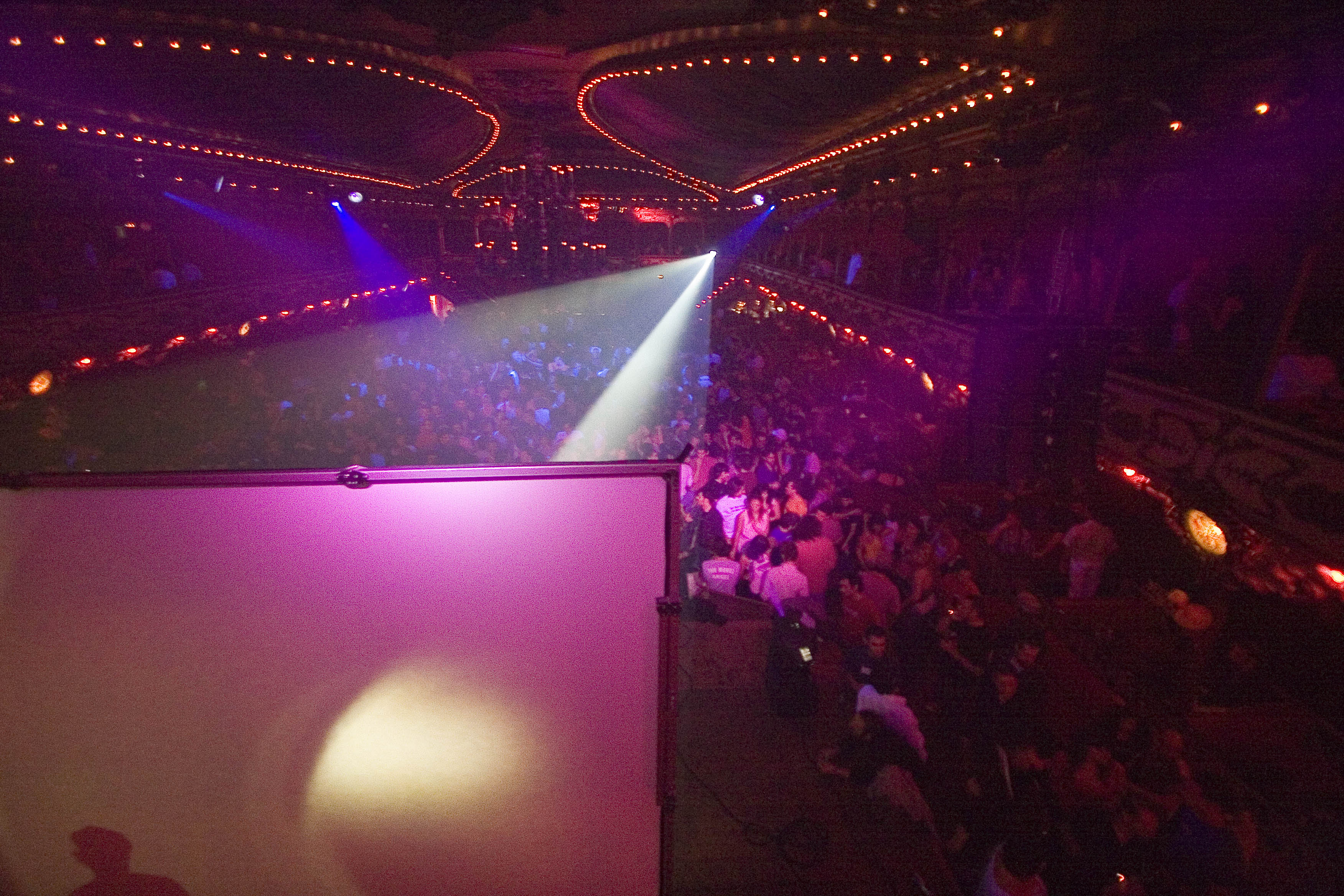
Barcelona 2006
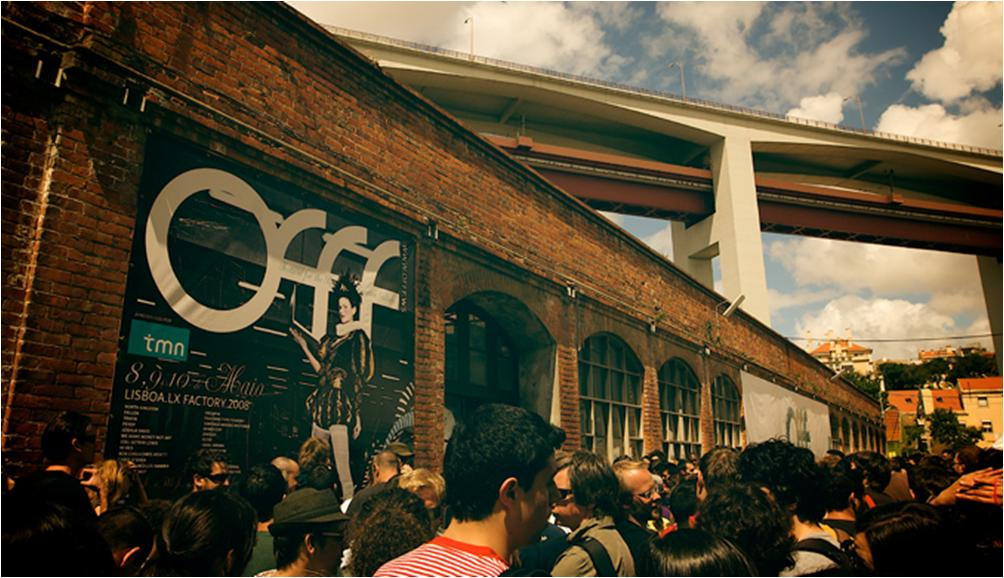
Oeiras 2009